# Río Nanay
Der Río Nanay ist ein etwa 462 km langer linker Nebenfluss des Amazonas im Nordosten von Peru in der Provinz Maynas der Region Loreto. Einschließlich dem Quellfluss Quebrada Aguanegra beträgt die Gesamtlänge ca. 555 km. Der Río Nanay gilt als ein so genannter Schwarzwasserfluss.

## Flusslauf
Der Río Nanay entsteht im Westen des Distrikts Alto Nanay auf einer Höhe von etwa 128 m am Zusammenfluss von Quebrada Aguanegra und Quebrada Aguablanca. Der Río Nanay durchquert das Amazonastiefland westlich der Regionshauptstadt Iquitos und weist auf seinem gesamten Flusslauf ein stark mäandrierendes Verhalten mit unzähligen engen Flussschlingen und Altarmen auf. Bis Flusskilometer 170 fließt er in überwiegend südöstlicher Richtung. Anschließend wendet er sich in Richtung Ostnordost. Bei Flusskilometer 134 passiert der Fluss das am linken Flussufer gelegene Distriktverwaltungszentrum Santa María de Nanay. Bei Flusskilometer 126 trifft der Río Pintoyacu, der bedeutendste Nebenfluss, von Norden kommend auf den Río Nanay. Bei Flusskilometer 45 erreicht dieser mit Nina Rumi den ersten Ort im Ballungsraum von Iquitos. Diesen begrenzt der Fluss nach Westen und Nordwesten. 2 km oberhalb seiner Mündung nimmt der Río Nanay noch den Río Momón von links auf. Schließlich mündet er bei Punchana, 5 km nördlich von Iquitos, in den Amazonas.

## Einzugsgebiet
Der Río Nanay entwässert eine Fläche von 16.988,4 km². Das Areal erstreckt sich über die Distrikte Alto Nanay, San Juan Bautista, Iquitos und Punchana. Das Einzugsgebiet des Río Nanay grenzt im Süden an das des Río Itaya, im Südwesten an das des Río Tigre, im Westen an das des Río Pucacuro sowie im Norden und im Nordosten an das des Río Mazán. Im Einzugsgebiet des Río Nanay befinden sich das regionale Schutzgebiet Alto Nanay-Pintuyacu-Chambira und das Reserva Nacional Allpahuayo Mishana.

## Hydrologie
Das Jahr teilt sich in der Region in eine niederschlagsreiche und eine niederschlagsarme Zeit. Der Río Nanay führt im Mai die größten Abflüsse, die niedrigsten treten gewöhnlich im September auf. Dabei kommt es im Unterlauf des Flusses zu einer Wasserstandschwankung von durchschnittlich etwa 6 Metern.

## Quellflüsse
Die Quebrada Aguanegra (agua negra span. für „schwarzes Wasser“) ist der 93 km lange rechte Quellfluss des Río Nanay. Er entspringt im äußersten Westen des Distrikts Alto Nanay auf einer Höhe von etwa 200 m . Der Fluss fließt anfangs in südlicher Richtung. Auf den letzten 25 km wendet er sich nach Osten.
Die Quebrada Aguablanca (agua blanca span. für „weißes Wasser“) ist der 76 km lange linke Quellfluss des Río Nanay. Er entspringt im Westen des Distrikts Alto Nanay auf einer Höhe von etwa 200 m . Der Fluss verläuft auf seiner gesamten Länge in südlicher Richtung.

## Fauna
Im Flusssystem des Río Nanay kommen unter anderen die Fischarten Dreibinden-Panzerwels (Corydoras trilineatus) und Goldbauch-Zwergbuntbarsch (Apistogramma atahualpa) vor.